# Sanglier d'Érymanthe
Le sanglier d'Érymanthe, dans la mythologie grecque, est un énorme sanglier qui terrifiait les habitants du mont Érymanthe en Arcadie. Sa capture constitue le quatrième (ou, selon les auteurs, le troisième) travail d'Héraclès.

## Mythe

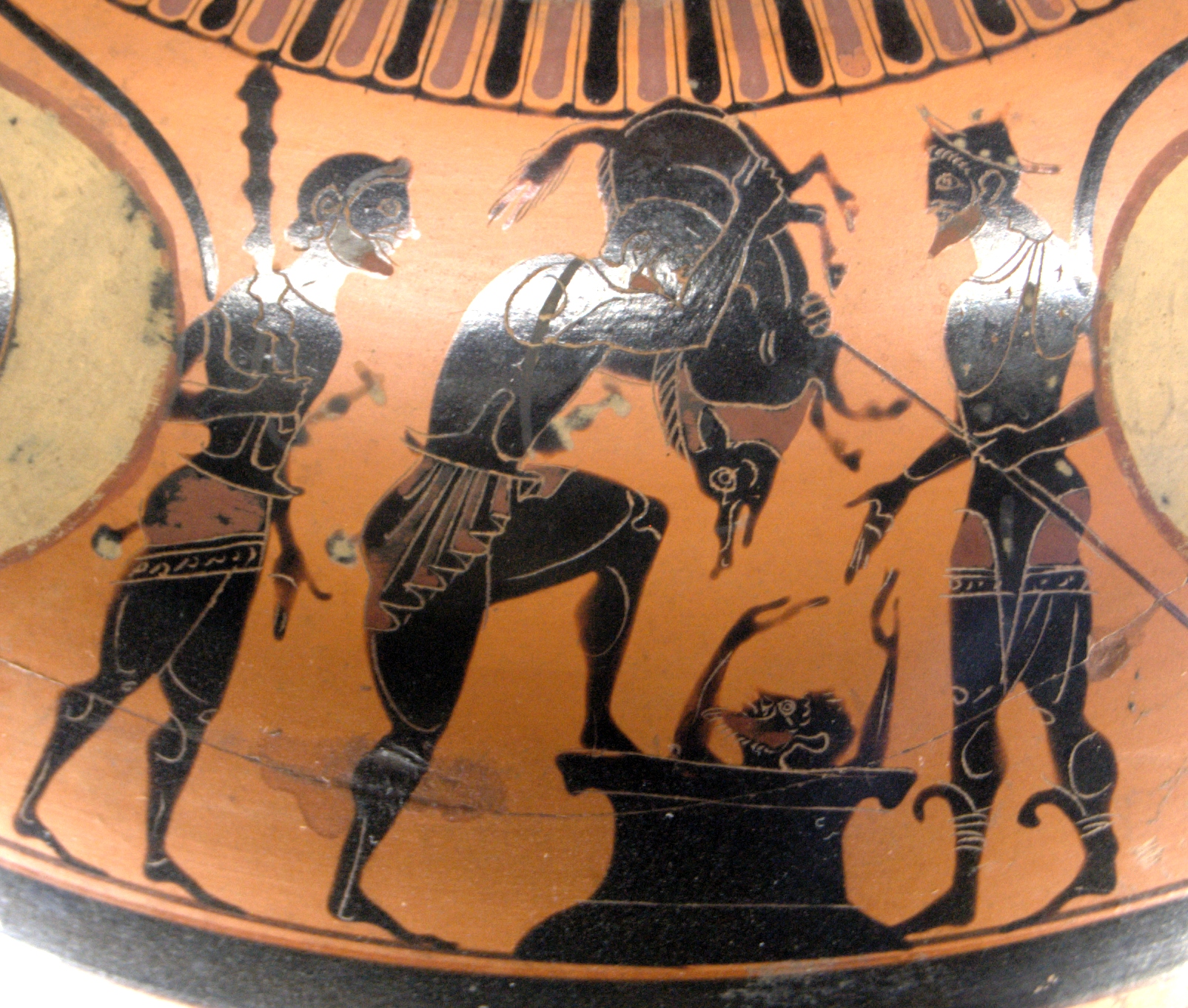
Héraclès ramenant le sanglier à Eurysthée terré dans une jarre, amphore attique à figures noires, v. 525 av. J.-C., musée du Louvre (F 202)

Pendant son voyage vers l'Arcadie, Héraclès demande l'hospitalité à un centaure, Pholos. Ce dernier accepte de bon cœur et est très serviable : bien qu'il mange la viande crue, il la sert cuite à Héraclès. Au fur et à mesure du repas, le héros sent venir la soif. C'est alors qu'il aperçoit un grand tonneau de vin. Il demande à Pholos de lui en servir, mais celui-ci refuse car c'est un bien commun des centaures. Héraclès insiste fortement et finit par le convaincre. Le maître de maison et le demi-dieu commencent donc à s'en abreuver. Venant de finir leur dégustation, ils aperçoivent au loin une horde de centaures armés de lances et de gourdins qui avaient senti l'odeur du vin. Héraclès leur tire dessus à l'aide de flèches empoisonnées, parvenant à les éliminer. Mais alors qu'il donne leur sépulture aux centaures morts, Pholos se blesse avec l'une des flèches d'Héraclès, empoisonnée par le sang de l'hydre de Lerne ; et Chiron, un autre centaure qui n'avait pas participé à la bataille, est blessé par erreur à un genou, qui lui provoque des douleurs sans fin : ne pouvant mourir, il demande aux dieux de lui retirer son immortalité afin de cesser de souffrir. C'est ainsi que meurent les deux seuls centaures bons et sages de la mythologie grecque.

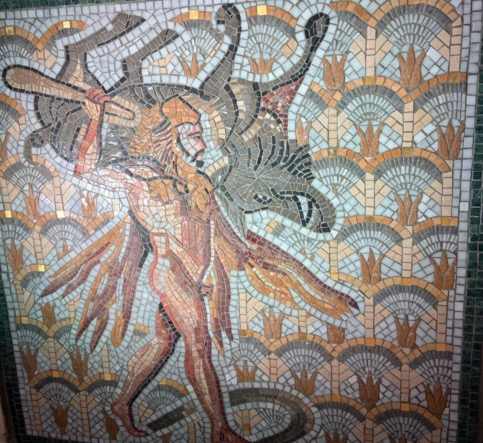
Héraclès maîtrisant le sanglier d'Erymanthe.

Arrivant en Arcadie, Héraclès reprend son quatrième travail et se met à pourchasser durant l'hiver la bête gigantesque parcourant l'Érymanthe. Il la cherche durant plusieurs jours, abattant des arbres pour l'apercevoir, et finit par trouver un moyen pour faire sortir le sanglier de sa tanière : il pousse de grands cris. Cela fait, il le poursuit durant plusieurs jours à travers toute la montagne couverte de neige, si bien qu'il arrive au sommet. Le demi-dieu suit le monstre à la trace et lui jette constamment des pierres. Ainsi harcelé et épuisé, le sanglier tombe dans un trou creusé et rempli de neige par Héraclès pour le piéger. Le héros maîtrise à mains nues la bête paralysée par le choc et l'enchaîne. 
Il retourne ensuite à Mycènes, le dos chargé de sa proie. Certains racontent qu'Eurysthée, terrifié par la bête, plonge dans sa jarre de bronze à la vue de la bête vivante. Héraclès dépose la bête sur la place du marché où le sanglier est tué par un boucher resté anonyme : ses formidables défenses ont été conservées à Cumes, dans le temple d'Apollon.

## Postérité

### Dans les arts

Hercule et le sanglier d'Erymanthe IIIe siècle - Musée Saint-Raymond
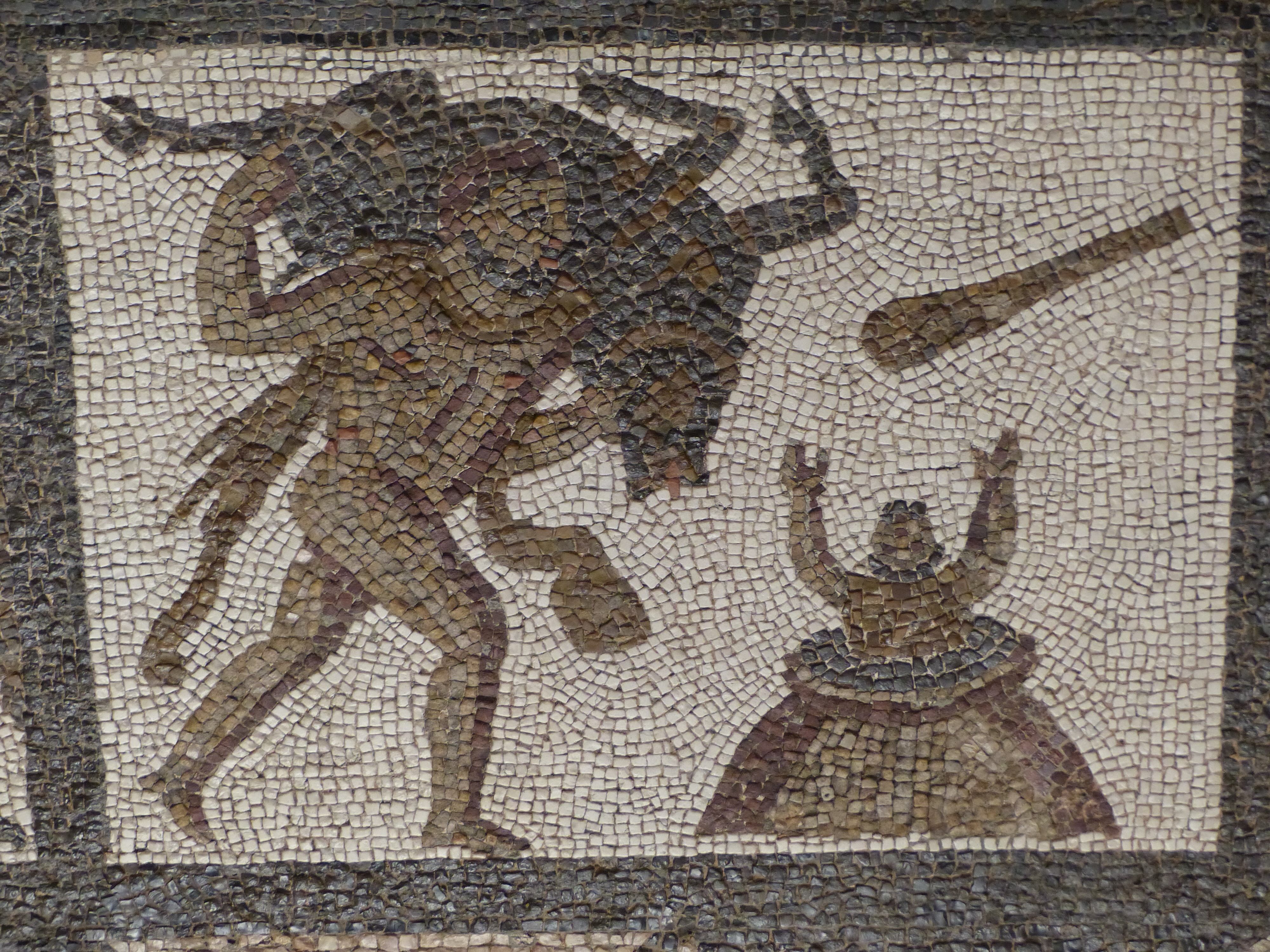
Mosaïque du IIIe siècle (Espagne).
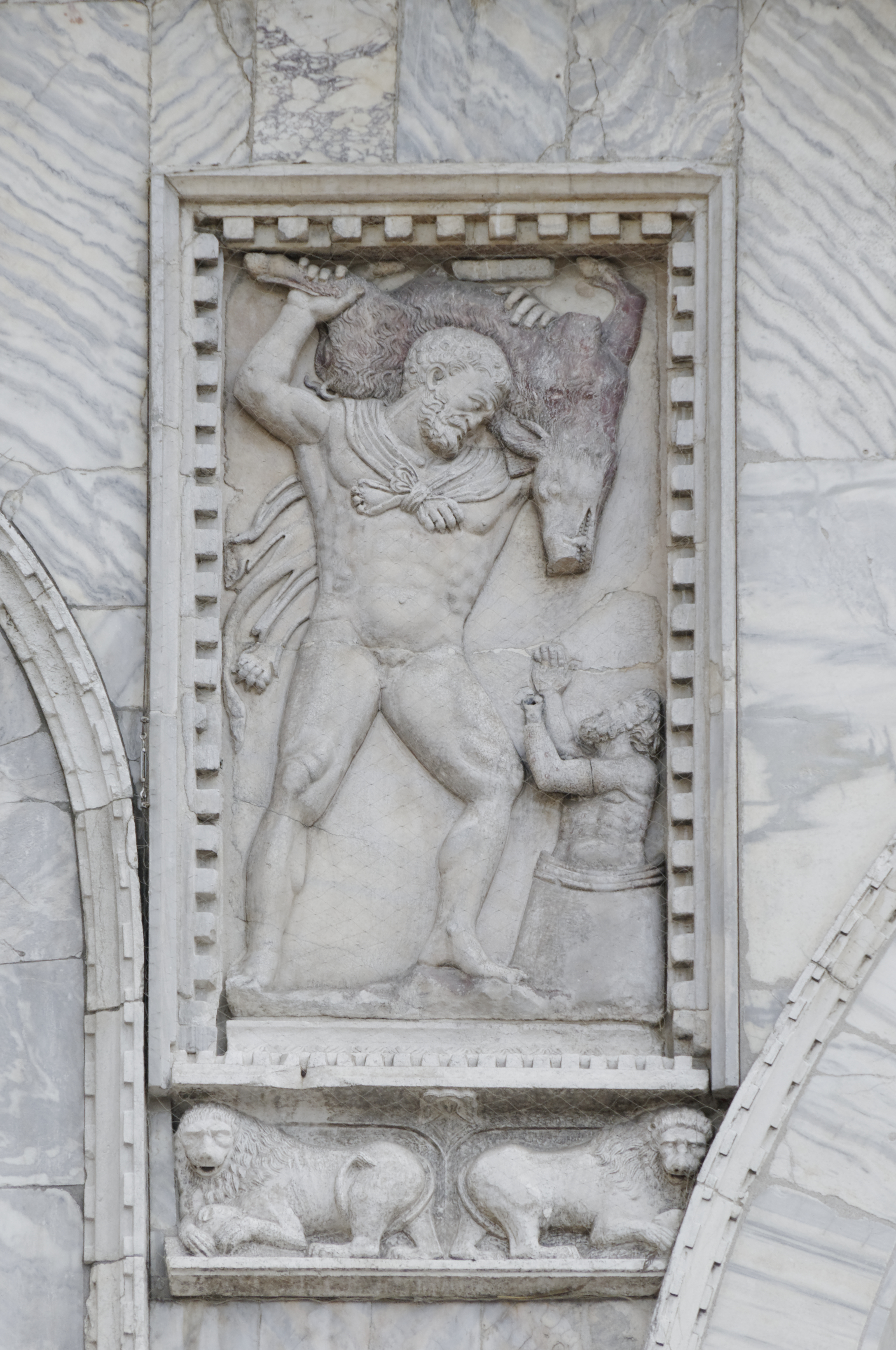
Relief sur une façade de la basilique Saint-Marc, Venise.
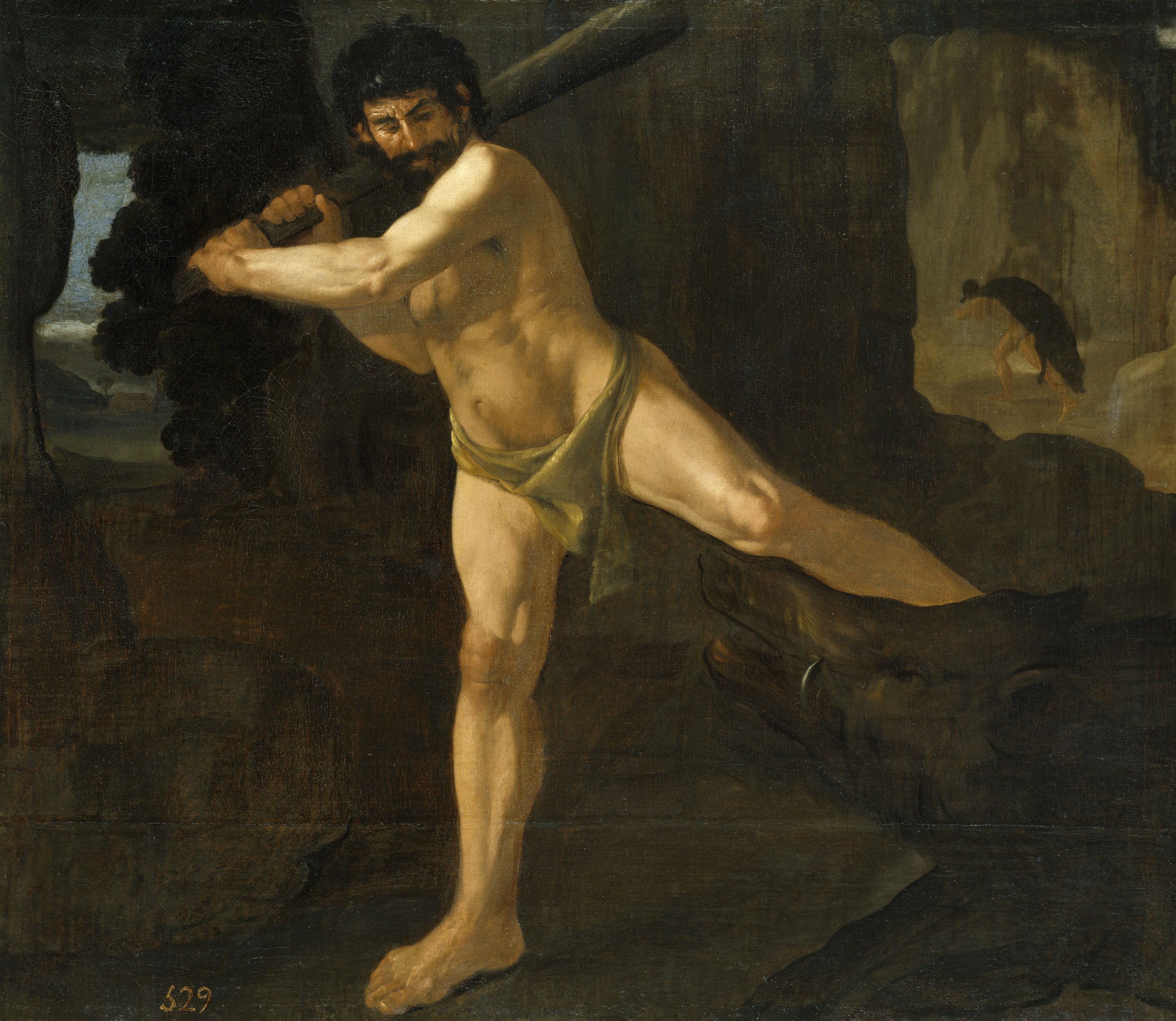
Peinture de Francisco de Zurbarán (1634).
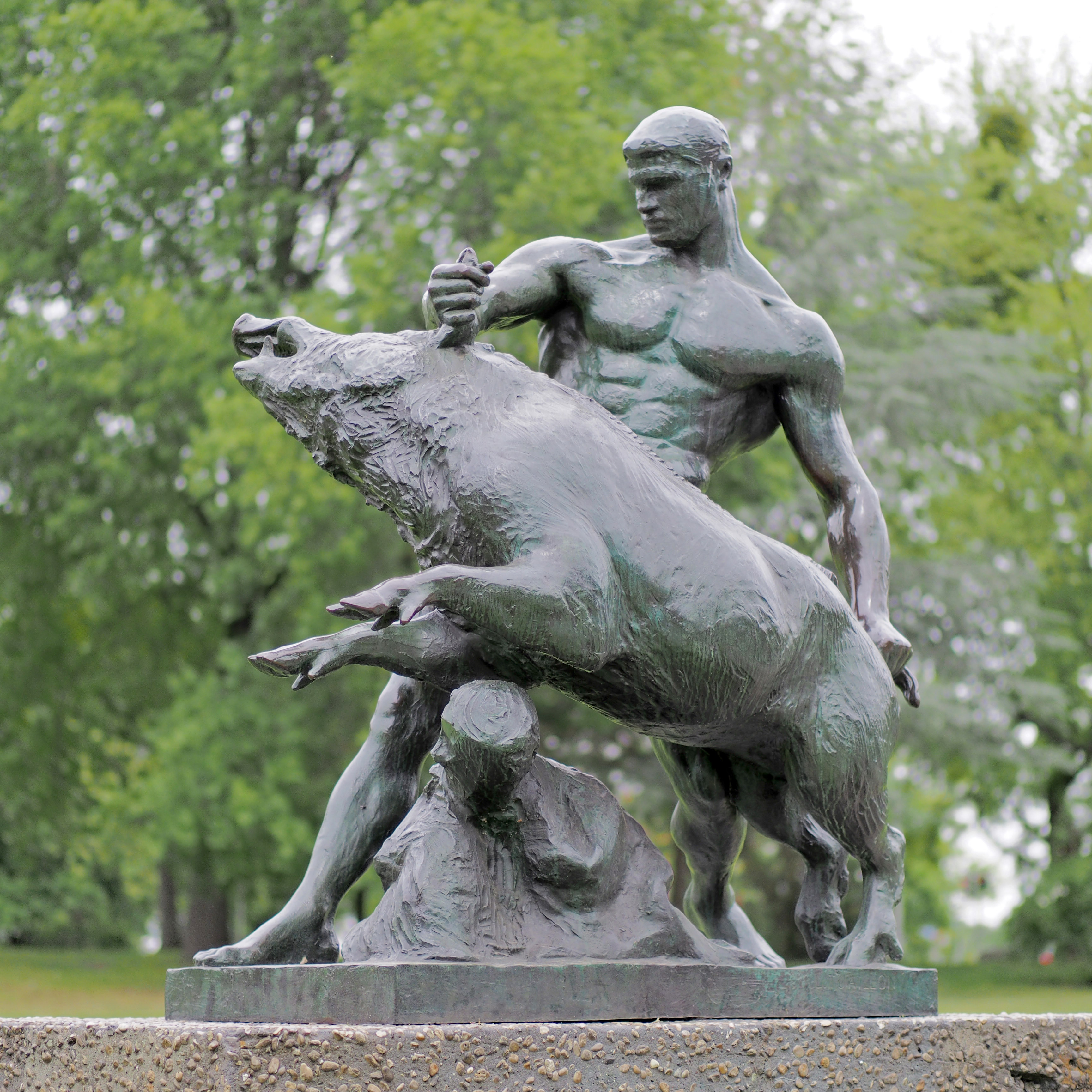
Sculpture de Louis Tuaillon (1904).

### Jeux vidéo
Dans Assassin's Creed Odyssey (2018), une série de quêtes secondaires propose au joueur d'affronter plusieurs animaux légendaires, dont le sanglier d'Érymanthe, en Élide.